# Альбітизація
Альбітиза́ція — процес перетворення основних плагіоклазів у кисліші. 
А. від бувається в міру усування з плагіоклазів CaO при руйнуванні молекул анортиту (деанортизація). Дехто гадає, що при цьому певна частина Na2O привнос. ззовні. 
А. відбувається у спілітах, діабазах, кератофірах та деяких ін. гірських породах, зокрема супроводжує процеси перетворення гранітних пегматитів. 
Альбітизація — один з процесів основного (натрового) метасоматозу. А. супроводжується процесами епідотизації, серицитизації, від чого гірські породи часто набувають зеленого забарвлення (т. з. зеленокамінне переродження гірських порід).